# Деревянко, Виктор Васильевич
Виктор Васильевич Деревянко (род. 4 июня 1949) — российский политик. Член Совета Федерации Федерального Собрания РФ от Тульской областной Думы. Автор и соавтор свыше 30 изобретений.

## Биография
Окончил Украинский заочный политехнический институт (Харьков) в 1973 году по специальности «инженер химик-технолог» и Российскую академию государственной службы при Президенте Российской Федерации в 1996 году по специальности «экономист».
Начал трудовой путь как слесарь. Работал директором Тульского горнохимического завода (1988—1992).
В 1990 году избрался депутатом Тульского областного совета (Ленинский район, округ № 71), будучи единственным кандидатом в округе. Спустя год, в 1991 году, стал первым заместителем главы администрации Тульской области.
С 29 декабря 1993 года — председатель Тульской областной думы 1-го созыва. Не был переизбран 15 октября 1996 года и некоторое время не признавал законной областную Думу второго созыва, отказываясь уйти в отставку.
С января 1996 по февраль 1997 года являлся членом Совета Федерации 2-го созыва от Тульской области. Входил в комитет по науке, культуре, образованию, здравоохранению и экологии и являлся председателем комиссии по пегламенту и парламентским процедурам.
На выборах губернатора Тульской области 1997 года Деревянко набрал 0,27 %.
2001 год — директор департамента по лицензированию и рыночному квотированию.
С 2003 года — генеральный директор Тульской торгово-промышленной палаты.

## Награды и медали
- Медаль ордена «За заслуги перед Отечеством» II степени (2015)[5]
- Почётный химик СССР (1990)[2]